# Andreaea peruviana
Andreaea peruviana är en bladmossart som beskrevs av Brotherus 1920. Andreaea peruviana ingår i släktet sotmossor, och familjen Andreaeaceae. Inga underarter finns listade i Catalogue of Life.